# Julius Thannhauser
Julius Thannhauser (geboren 5. Februar 1860 in München; gestorben 1921) war ein deutscher Hutmacher und Humorist.

## Leben
Julius Thannhauser kam am 5. Februar 1860 in München als Sohn des jüdischen Tabakwarenhändlers Abraham Thannhauser und seiner Frau Josepha, geborene Schulmann, auf die Welt. Er ging in München zur Schule und absolvierte eine Lehre im Hutmacherhandwerk. Danach machte er sich selbständig und betrieb ab 1886 ein gutgehendes Hutgeschäft am Rindermarkt No. 7 in München. Sein Cousin ist der Kunsthändler Heinrich Thannhauser. Er heiratete die gebürtige Kölnerin Henriette Kaufmann und sie bekamen vier Kinder. Elsa wurde am 22. Dezember 1890 geboren und verstarb fünf Tage nach der Geburt, Josephine wurde am 27. August 1887, Alfons am 23. Dezember 1888 und Eugen am 3. September 1896 geboren.
Im Nebenerwerb trat Thannhauser, der für seinen urbayerischen Dialekt bekannt war, als Humorist auf. In seiner Eigenschaft als Krügelredner machte er sich über die Grenzen Münchens hinaus einen guten Namen. Auch war er Gründer und Mitglied der Großen Münchener Karnevalsgesellschaft, die am 9. Januar 1897 ihre erste Redoute im Deutschen Theater abhielt.
Thannhauser gastierte vor dem Ersten Weltkrieg auch außerhalb von München und trat in Nürnberg, Leipzig, Berlin, Köln und Hamburg auf. Während des Kriegs war er bei der Truppenbetreuung verpflichtet und versorgte Verwundete. Den größten Teil seines Repertoires schrieb Thannhauser, wie es bei den Volkssängern Brauch war, selbst. Es bestand aus Scherzgedichten, Parodien und humoristischen Bierreden. Der Humor, den er darin entfaltete, war gemütvoll und nicht verletzend. Die Münchener Neuesten Nachrichten schrieben anlässlich seines Ablebens, „man habe seinen mit tiefen Lebensernst gepaarten, aus Herzenstiefe gekommenen Humor“ geschätzt.
Julius Thannhauser ist am 28. Oktober 1921 in München gestorben. Er wurde auf dem Alten Israelitischen Friedhof beigesetzt. Seine Frau Henriette starb im Alter von 74 Jahren am 25. Juli 1935.
Vier seiner Vorträge hat Julius Thannhauser auf Grammophonplatte hinterlassen. Sie gelten heute als frühe und daher kostbare Zeugnisse für die Kunst der alten Münchener Volkssänger.
In der Pogromnacht der Nationalsozialisten 1938 wurden die Schaufenster des Hutgeschäftes Thannhauser am Rindermarkt eingeschlagen. Seine Tochter Josephine wurde am 9. Juni 1942 im Frauenkonzentrationslager Ravensbrück ermordet. Josefine Thannhauser eine Cousine, wurde ein Jahr später die Violinistin war und ebenfalls Josephine hieß, ermordet. Sie war zuletzt im Frauenkonzentrationslager Ravensbrück inhaftiert und war zuvor im Konzentrationslager Theresienstadt. Den beiden Söhnen gelang die Emigration in die USA.

## Tondokumente
- G&T Gramophone & Tapewriter Co., um 1905.[10]
- G&T 41 358 (mx. 1110 z) Fiakers Klage während der „Götterdämmerung“ im Prinzregententheater.[11]
- G&T 41 359 (mx. 1111 z) Das Sendlinger Thor[12]
- G&T 41 410 (mx. 1114 z) Die Amazonenschlacht[13]
- G&T 41 411 (mx. 1115 z) Wiesen-Lieder für die Oktoberwies’n[13]

### Wiederveröffentlichung
TRIKONT US-0262 Rare Schellacks – München – Szenen & Vorträge 1902–1939. CD im Digipak mit ausführlichem Booklet. Herausgeber: Andreas Koll & Achim Bergmann enthält von Thannhauser als track 18 Das Sendlinger Thor.